# Acantholimon alberti
Acantholimon alberti är en triftväxtart som beskrevs av Eduard August von Regel. Acantholimon alberti ingår i släktet Acantholimon och familjen triftväxter. Inga underarter finns listade i Catalogue of Life.